# Беседная икона Божией Матери
Беседная икона Божией Матери — почитаемая в православии икона Пресвятой Богородицы, изображающая явление пономарю Георгию Юрышу Богородицы перед окончанием постройки храма на месте обретения Тихвинской иконы Божьей Матери в 1383 году. Предание сообщает, что явившаяся Богородица указала поставить на храм деревянный, а не металлический крест. Вместе с Богородицей явился Николай Чудотворец, пообещавший дать маловерным знамение. Просьба Богородицы не была исполнена, и тогда мастера, который пытался установить металлический крест, подхватил порыв ветра и поставил невредимого на землю. После этого на храм был водружён деревянный крест.
Иконография Беседной иконы излагает сюжет предания: Богоматерь сидит на срубленном (на ряде списков — растущем дереве), покрытом распустившимися цветами, в руках у неё черный игуменский жезл. Ей предстоит муж в святительских ризах, подобный святителю Николаю. Перед Девой Марией изображён коленопреклонённый пономарь Георгий.
В 1515 году великим князем Василием III на месте явления иконы был основан Беседный во имя святого Николая Чудотворца монастырь.
Празднование иконе совершается 14 (27) августа.